# Camulodunum
Camulodunum est l’oppidum du peuple breton des Trinovantes, situé près de l'actuelle ville de Colchester (comté d'Essex) dans l’île de Bretagne. Le toponyme signifie « forteresse de (du dieu) Camulos ».

## Âge du Fer
Malgré le fait que l'on y ait retrouvé des traces d'occupations remontant au IIe millénaire av. J.-C., il est très difficile de recomposer l'histoire du site. Le premier nom enregistré est celui de Camulodunon, ou forteresse de Camulus.
On connaît mieux la période de la fin de l'Age du Fer, grâce notamment à l'utilisation des monnaies (la numismatique), qui permettent de se faire une idée des monarques qui se sont succédé. Camulodunum est en effet la capitale d'une des nations bretonnes, les Trinovantes.
L'incursion de Jules César en 54 av. J.-C. permet de mieux comprendre le conflit qui oppose les Trinovantes aux Catuvellauni, leurs voisins occidentaux. César rapporte en effet (De Bello Gallico, V, 20) que le prince Mandubracios se présenta à lui et se plaça sous sa protection. En -54, César bat le roi Cassivellaunos et restaure les Trinovantes sur leur royaume. Pourtant, 30 ans plus tard, la guerre reprend et le roi Tasciovanos des Catuvellauni s'installe à Camulodunum, d'où il frappe des monnaies à son nom (« TASCIO RIGON, Roi Tascio[vanus] »), vers 10 av. J.-C.
À la mort de Tasciovanos, le roi Cunobelinos monte sur le trône des Catuvellauni et se proclame haut-roi de Bretagne. Il règnera jusqu'à la conquête de l’empereur romain Claude, en 43 ap. J.-C..
Pendant cette période, Camulodunum apparaît comme un centre d'importance, où sont frappées les monnaies royales.

## Époque romaine
Avec la conquête romaine, cette importance régionale se trouve renforcée. En effet, à partir de 43, c'est la première colonie romaine qui y sera implantée, pour les vétérans. C'est également là que sera érigé un temple impérial dédié à l'Empereur Claude. On se pose toujours la question de savoir si, oui ou non, Camulodunum (son nom romanisé) était capitale provinciale.

### Le sanctuaire impérial

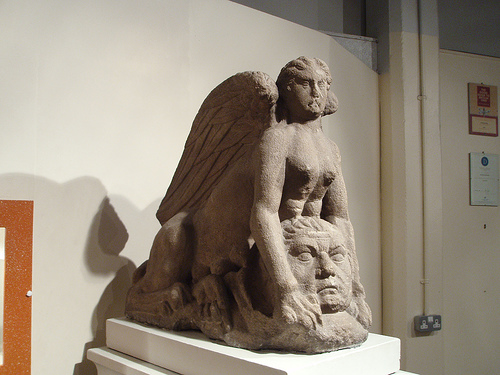
Sphinx de Colchester.

On reconnaît facilement dans le sanctuaire impérial de Camulodunum le pendant breton du Sanctuaire fédéral des Trois Gaules de Lugdunum. Il s'agirait donc là du pôle religieux provincial, articulé autour de la figure de l'Empereur. Certains auteurs pensent (Fishwick, D., …) que le temple a connu deux époques :
- La première, alors que Claude était toujours vivant. Un décret égyptien de celui-ci interdit en effet toute édification de sanctuaire lui étant dédié. On suppose donc que la même règle était de mise en Bretagne. Il se peut, dès lors, qu'un autel dédié à Rome et à Auguste l'ait précédé.
- Après la mort de Claude, le sanctuaire peut lui être enfin dédié (c'est lui, après tout, qui a « conquis » la ville). On sait par Tacite qu'il sera détruit lors de la révolte des Icenis, en 60-61, puis reconstruit : « Le temple élevé à Claude offensait aussi les regards, comme le siège et la forteresse d'une éternelle domination ; et ce culte nouveau engloutissait la fortune de ceux qu'on choisissait pour en être les ministres »[3].

Sénèque le Jeune, dans son pamphlet contre le défunt Claude, évoque le sanctuaire ainsi : « N'est-ce pas assez qu'il ait un temple en Bretagne et que les barbares rendent maintenant un culte à ce personnage et lui demandent comme à un dieu « d'avoir un sort favorable » ? » .

### La colonie de vétérans
C'est Camulodunum qui recevra la première des quatre colonies romaines. Les vétérans s'y installèrent très tôt, peut-être vers 49, lorsque la Legio XX Valeria quitte la région pour Glevum (en) à l'ouest, et laisse sa forteresse inhabitée.
La colonie elle-même porte le nom de Colonia Claudia Victricensis Camulodunensium. Ce statut est le plus haut pour une cité romaine : elle est peuplée de citoyens romains, et ses institutions sont copiées sur celles de Rome.
Détruite par Boudicca en 60/61, elle sera reconstruite par la suite.

### Bâtiments publics

#### Le cirque

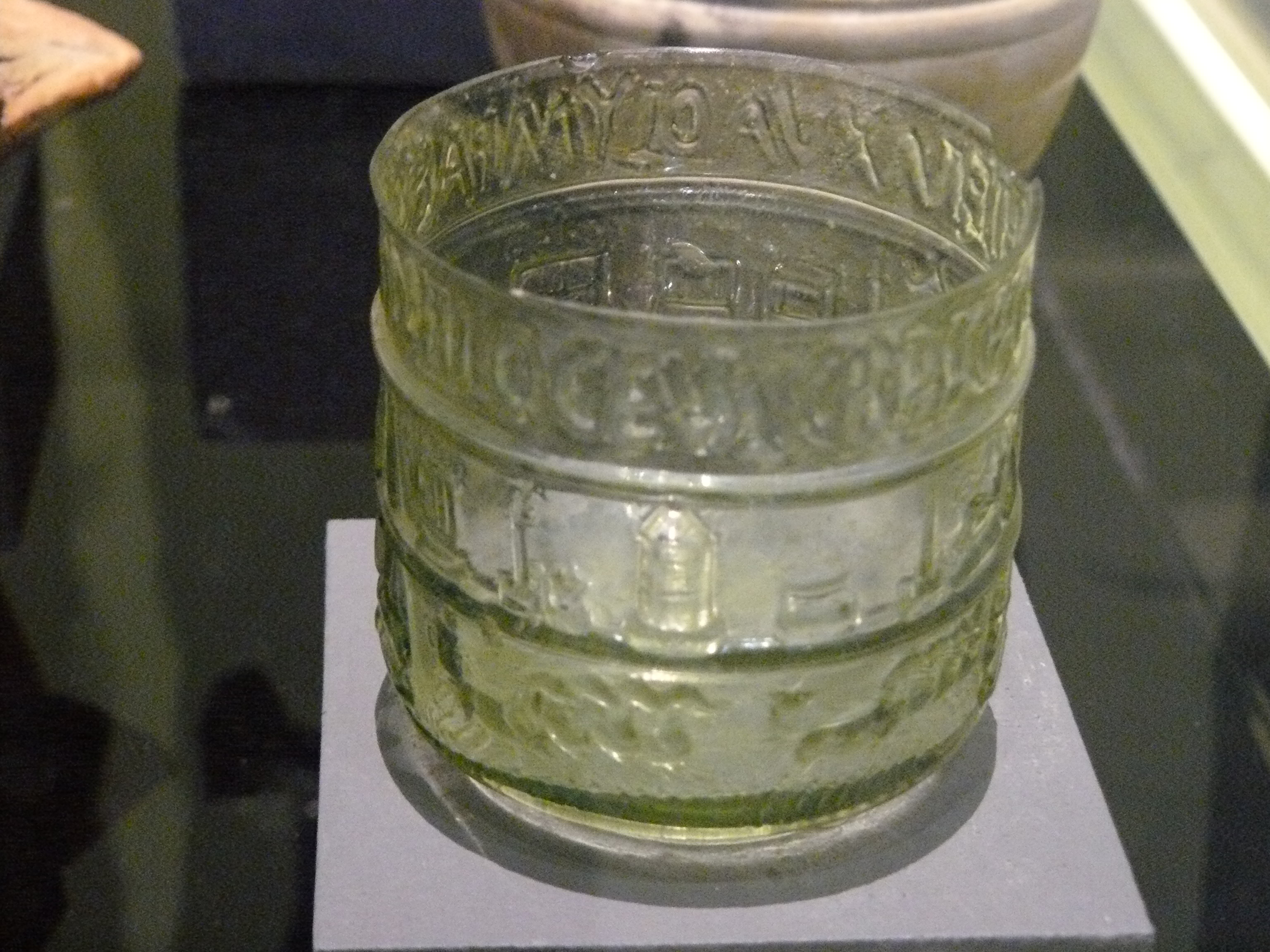
Gobelet en verre découvert à Colchester avec une scène de course de chars - British Museum.

Des archéologues anglais ont récemment découvert les traces d'un véritable cirque au sud de la colonie. Les vestiges lui donnent des dimensions remarquables : environ 350 mètres sur 69. Ceci lui donnerait une capacité de 7 000 à 9 000 places. En comparaison, le Circus Maximus de Rome faisait 580 sur 79 mètres, pour plus de 150 000 spectateurs.
Quelques scènes de cirque ont été retrouvées sur différents objets de la vie quotidienne, à l'intérieur de la colonie, montrant par là l'importance des jeux qui s'y déroulaient. Si les structures retrouvées semblent dater de la fin du Ier siècle, il se pourrait qu'il ait été fondé plus tôt.

#### Le théâtre
Au IIe siècle, un nouveau théâtre romain est construit à l'intérieur de la ville, juste à côté du sanctuaire impérial. On pense qu'il fait suite à celui, plus grand et sans doute plus populaire, du sanctuaire de Gosbecks Farm.

### Gosbeks et Sheepen Farm
Ces deux sites se trouvent dans le voisinage immédiat de Camulodunum, et remontent eux aussi à la période pré-romaine. À Gosbecks comme à Sheepen Farm se sont installés deux sanctuaires romano-bretons.
- À Gosbecks, quelques miles au sud de Camulodunum, on connaît un temple ainsi qu'un théâtre monumental. L'association entre temple et théâtre est très importante dans le monde romain, puisque c'est sur la scène que se déroulent les festivités religieuses. On y a également retrouvé une inscription dédiée au dieu Silvanus Callirius (RIB 194). La datation permet vraisemblablement de faire remonter les bâtiments au Ier siècle.
- À Sheepen Farm, la construction s'est par contre échelonnée dans le temps, entre la fin du Ier siècle et le IIIe. Quatre structures y ont été construites, sans que l'on puisse identifier une divinité.

Les deux sanctuaires font donc en quelque sorte écho au sanctuaire impérial, purement romain, situé à l'intérieur de la colonie.

### Anecdotes
Camulodunum est la provenance d'une des équipes de rugby à XV dans l'album "Astérix chez les bretons" et dans le film "Astérix et Obélix : Au service de Sa Majesté".